# Torneo Cuadrangular
Das Torneo Cuadrangular war ein uruguayischer Fußball-Vereinswettbewerb.
Der Wettbewerb wurde von der Asociación Uruguaya de Fútbol (AUF) von 1952 bis 1968 ausgerichtet. An dem Turnier nahmen jeweils die vier bestplatzierten Mannschaften der abgelaufenen Meisterschaftssaison der Primera División teil. Das Turnier wurde teils im Dezember nach Saisonabschluss, teils zu Beginn des auf die jeweilige Meisterschaftssaison folgenden Jahres ausgetragen. Rekordsieger ist Nacional Montevideo mit sieben gewonnenen Titeln. Peñarol Montevideo siegte fünfmal, während der Club Atlético Defensor und die Rampla Juniors jeweils einmal den Gesamtsieg verbuchten.

## Siegerliste
| Jahr | Sieger               |
| ---- | -------------------- |
| 1952 | Nacional             |
| 1953 | Rampla Juniors       |
| 1954 | Nacional             |
| 1955 | kein Sieger bestimmt |
| 1956 | Nacional             |
| 1957 | Defensor             |
| 1958 | Nacional             |
| 1959 | Peñarol              |
| 1960 | Peñarol              |
| 1961 | kein Sieger bestimmt |
| 1962 | Nacional             |
| 1963 | Peñarol              |
| 1964 | Nacional             |
| 1965 | Abgesagt             |
| 1966 | Peñarol              |
| 1967 | Nacional             |
| 1968 | Peñarol              |